# Арка і гробниця Галерія
40°37′59.97″ пн. ш. 22°57′10.61″ сх. д. / 40.6333250° пн. ш. 22.9529472° сх. д.
Арка і гробниця Галерія (грец. Aψίδα του Γαλερίου (Καμάρα), Τάφος του Γαλερίου), також Ротонда святого Георгія — частини поховального (за іншою версією, палацового) комплексу римського імператора Галерія, що збереглися донині в місті Салоніки, Греція. Побудовані наприкінці 3 — на початку 4 століття.
Гробниця на початку 5 століття стала християнською церквою, присвяченою Георгію Змієборцю, і отримала свою другу назву — Ротонда святого Георгія. З 1590 року гробниця використовувалася як мечеть, а після повернення будівлі Елладській церкві в 1912 році в ній відкритий музей християнського мистецтва. Богослужіння відбуваються тільки у великі свята.
1988 року арка і ротонда серед інших ранньохристиянських і візантійських пам'яток Салонік включені до переліку об'єктів Світової спадщини в Греції.

## Арка Галерія

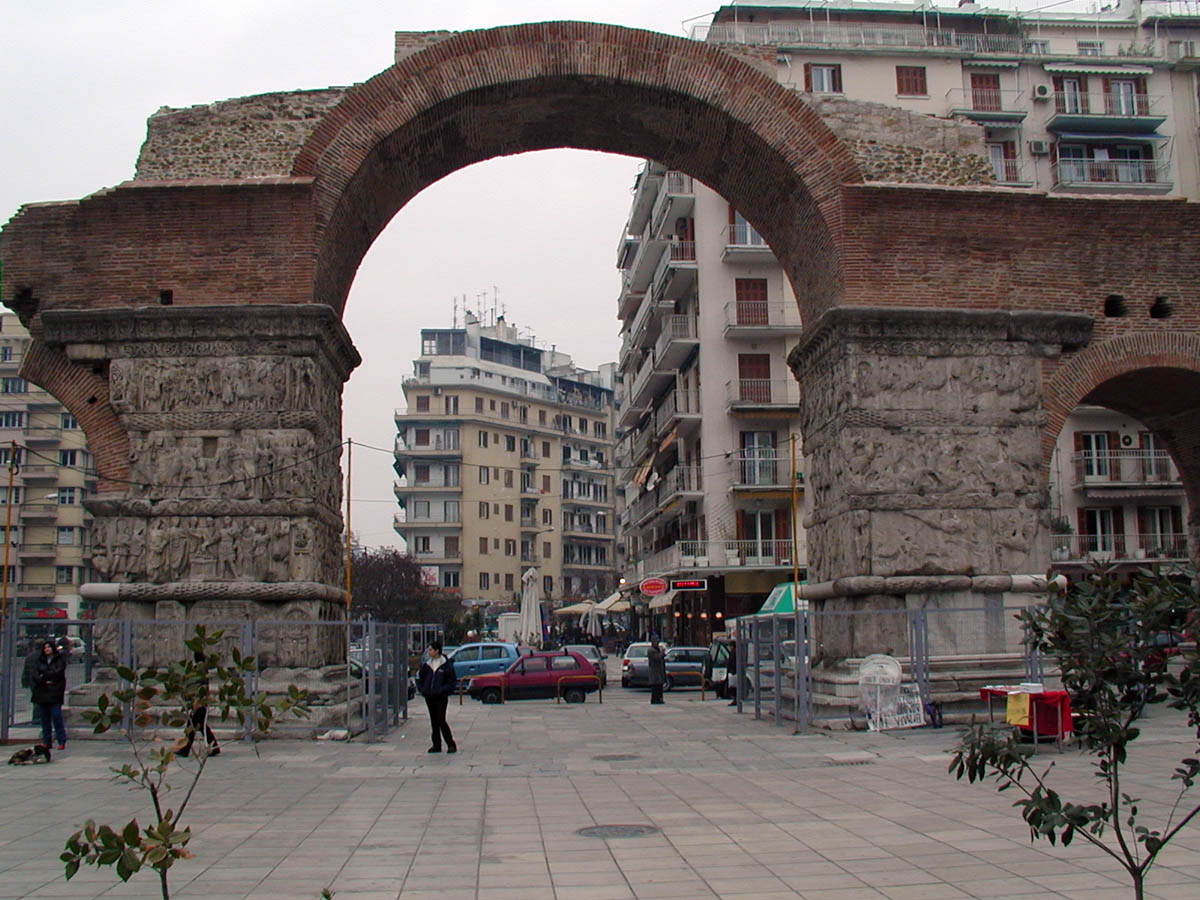
Арка Галерія (ліва колона — південна, права — північна)

Тріумфальна арка побудована в 298—299 роках в честь перемоги в 298 році Галерія (тодішнього тетрарха) над Сасанідським царством і захопленням його столиці Ктесифона та була відкрита у 303 році. Арка не була самостійною спорудою, а з'єднувалася з галереями, що ведуть до мавзолею і палацу
Для будівлі арки, як і для мавзолею, використовувалася цегла. В основі арки чіткий чотирифасадний план, близький планом до арки Януса в Римі Спочатку вона складалася з двох частин (окремих стін), з'єднаних покрівлею, увінчаною довгастим куполом на чотирьох колонах. Довжина кожної стіни становила близько 37 метрів, товщина 3,7 метра. Стіни розташовувалися на відстані 9 метрів одна від одної і мали три отвори, прикрашені арками: центральна 9,7 метрів завширшки, бічні по 4,85 метра. Висота центральної арки становила 12,5 метрів, а бічних — 6,5 метрів. Всю споруду підтримували шість колон, чотири з яких розташовувалися в центральній частині, а дві — в бічних частинах. Від бічних арок розходилися два ряди критих галерей, які обрамляли дорогу, а також одна галерея, перпендикулярна їм, у напрямку до Ротонди.

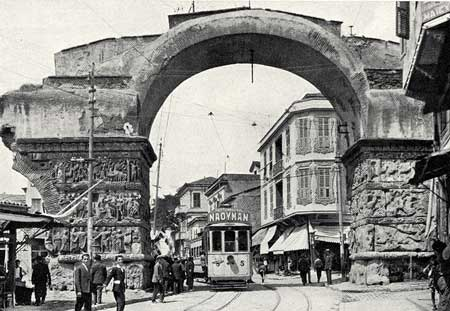
Трамвай під аркою Галерія, 1920 рік

До наших днів збереглася тільки частина західної стіни завдовжки близько 29 метрів. Раніше під центральною аркою проходила вулиця Егнатія (Віа Егнатія), якою на початку 20 століття рухалася конка, а потім трамвай. Збережена бічна арка була забудована будинками. В наш час[коли?] арка повністю розкрита від пізніших прибудов, а частину вулиці, на якій вона розташована, перетворено на пішохідну зону. Як коротку повсякденну назву арки сучасні греки використовують слово Камара (грец. Καμάρα — арка).

### Скульптурні композиції

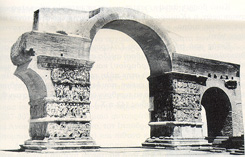

Колони центральної арки облицьовані кам'яними барельєфами, розташованими в чотири пояси один над одним. Пояси поділяються гірляндами з квітів і листя. Над четвертим (верхнім) поясом розташований карниз, яким закінчується скульптурне оформлення арки. Під карнизом — барельєф з ромашок.
Барельєфи, що зображають сцени перського походу Галерія, належать до зразків пізньоримського мистецтва. На них без будь-яких проміжків зображено безліч фігур, часом з явними анатомічними неточностями і порушенням пропорцій (наприклад, коні зображені помітно меншого розміру, ніж люди). Власне фігури позбавлені свободи рухів, характерної для творів грецького й елліністичного періодів, проте написи на арці дозволяють припустити, що вона була створена грецькими майстрами Арка відноситься до поширеного в той час стилю оповідних (історичних) композицій і являє собою один з найкращих його зразків.
Основна тема барельєфів — військовий похід Галерія. Сцени зображують битви, помилування бранців, залишення ними захоплених римлянами міст тощо. Те, що події відбуваються на Сході, підкреслюється присутністю в композиціях таких тварин, як слони і верблюди.
| Південна колона IV Пд-З      | III Пн-З                                          | II Пн-С                                    | I Пд-С                                 | Північна колона I Пд-Пн               | II Пд-З                    | III Пн-З                             | IV Пн-Пн              |
| ---------------------------- | ------------------------------------------------- | ------------------------------------------ | -------------------------------------- | ------------------------------------- | -------------------------- | ------------------------------------ | --------------------- |
| —                            | Візок, запряжений слонами, підвозить дари Галерію | Прибуття імператора в одне зі східних міст | Честь підкорювачеві Сходу              | Вилазка римлян поблизу міста в облозі | Битва на землі курдів      | Полонені схиляються перед правителем | —                     |
| —                            | Алегоричне жертвоприношення                       | Тріумфальне зображення перемоги            | Галерій приймає перське посольство     | Група жінок                           | Зустріч перських полонених | Милосердя Галерія                    | —                     |
| Вотум, Марс, Віртус і трофеї | Вхід перських полонених в Антіохію                | Тріумфальне зображення тетрархів           | Жертвоприношення Діоклетіана і Галерія | Переслідування персів біля Тигра      | Вступ правителя            | Персоніфікації міст                  | Верблюди з погоничами |
| Видобуток                    | Рома і Вікторія                                   | Вікторія                                   | Перське посольство з дарами до римлян  | Здобич                                | Здобич                     | Здобич                               | Здобич                |

#### Південна колона

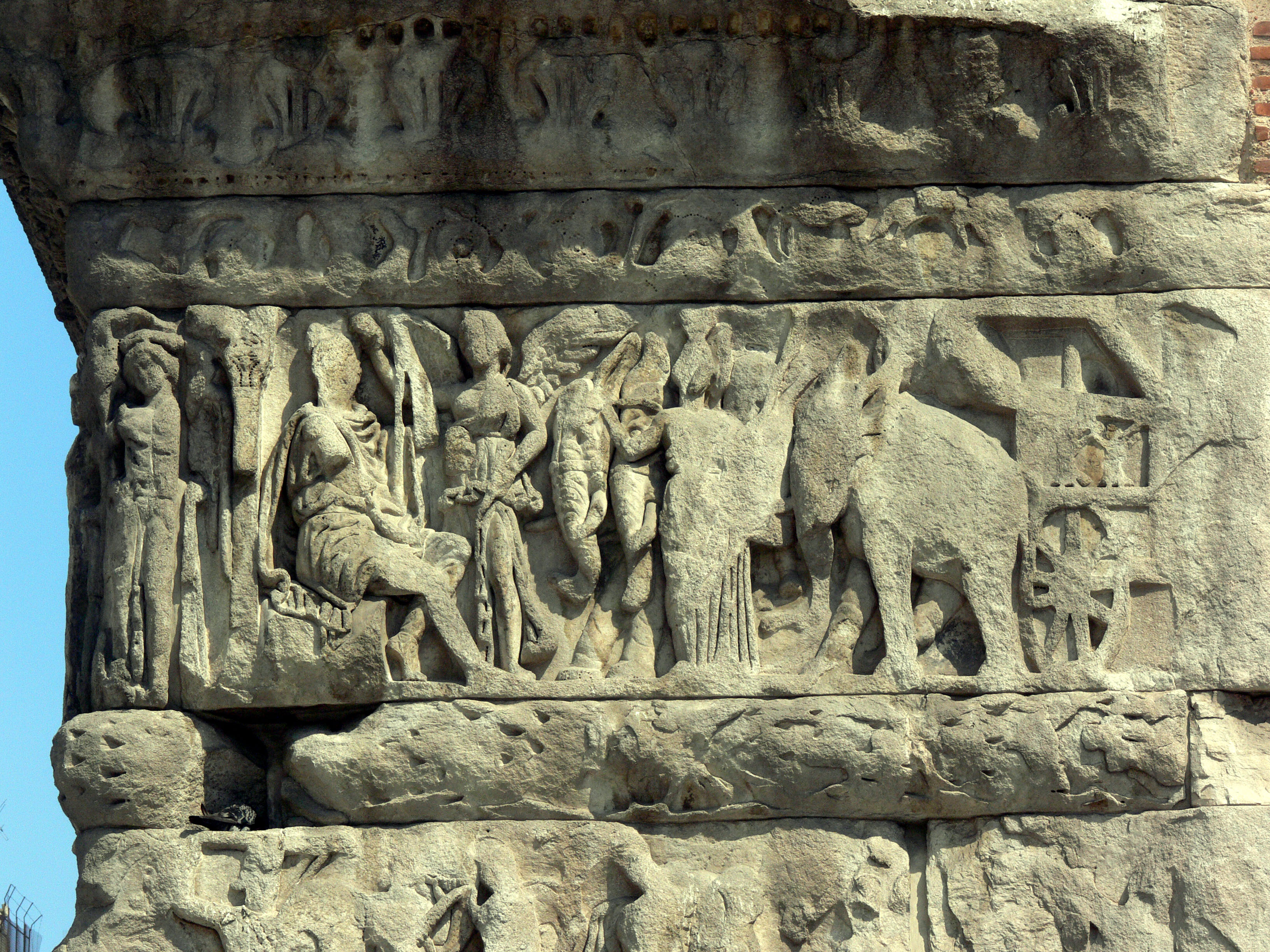
Візок, запряжений слонами, підвозить дари Галерію

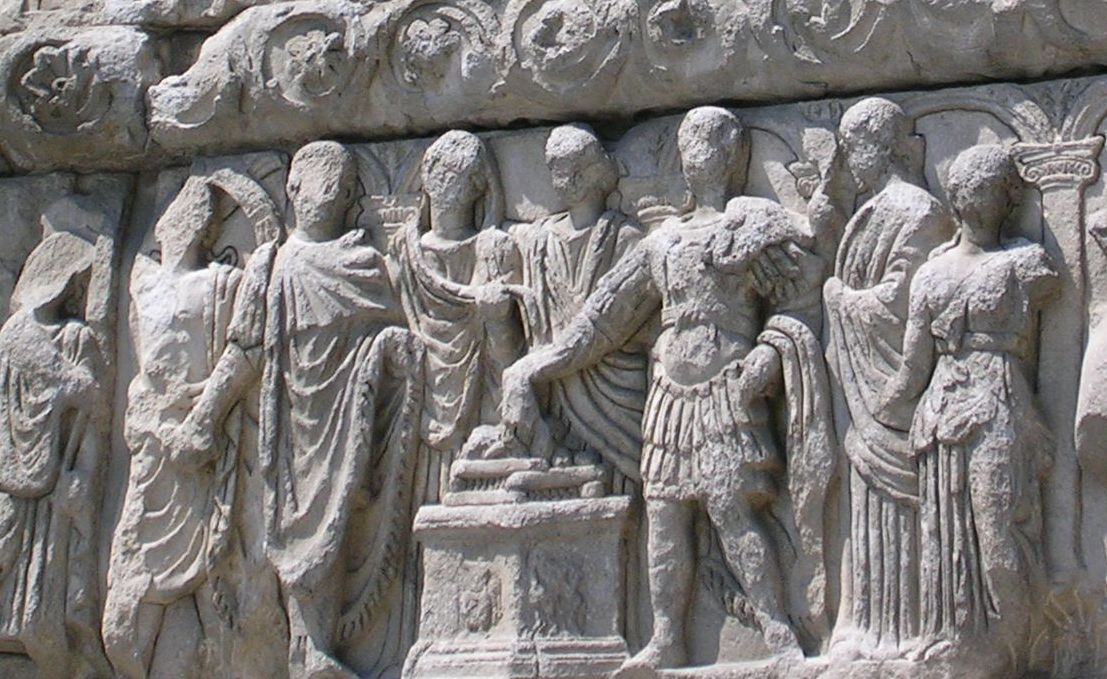
Барельєф «Жертвоприношення»

- Прибуття імператора в одне зі східних міст

Галерій відвідує вірменське місто Еріза (сучасний Ерзінджан), де розташований храм богині Анаіт (богиня-мати у вірменській міфології). Ліворуч зображено міські ворота, в які в'їхав Галерій на двоколісному візку у супроводі кінних охоронців, що тримають списи і прапори. Жителі міста з прапорами і квітами вітають імператора. У правій частині поруч з кипарисом зображений храм богині Анаіт, в якому видніє її статуя.
- Честь підкорювачеві Сходу

Галерій зображений у правій частині композиції, що сидить на камені циліндричної форми. Він без обладунків, спирається на скіпетр. Богиня Ніка покладає на нього вінок. До Галерія на возі, запряженому чотирма слонами, підвозять дари. Возом управляє жінка зі списом і щитом, яка символізує військову славу. Слони — символ того, що перемога Галерія була здобута на Сході.
- Галерій приймає перське посольство

Перський цар Нарсес I після своєї поразки направив Галерію посольство, яке очолює його друг Афарван. У правій частині композиції стоїть Галерій в оточенні воїнів, серед яких виділяється гопліт, у якого на щиті зображено Геракла. У центрі зображено п'ять уклінних персів, що простягають в благанні руки до Галерія. На барельєфі видно постаті двох амазонок, а також члени сім'ї перського царя (чотири жінки з накидками на головах і одна дитина).
- Жертвоприношення

Головна сцена всіх барельєфів арки. На ній зображені два тетрархи — Галерій і Діоклетіан, що стоять з боків від вівтаря і приносять подячну жертву. На двох видимих сторонах вівтаря розташовано барельєф із зображенням Зевса і Геракла. Поряд з ними в образах жінок алегорично зображені Мир, Всесвіт, Згода і Процвітання. Також примітні сцени зустрічі Галерія із жителями міста та алегоричні образи Вірменії і Месопотамії у вигляді двох жінок, що приймають від Галерія вибачення за їх підкорення.

#### Північна колона
- Битва на землі курдів

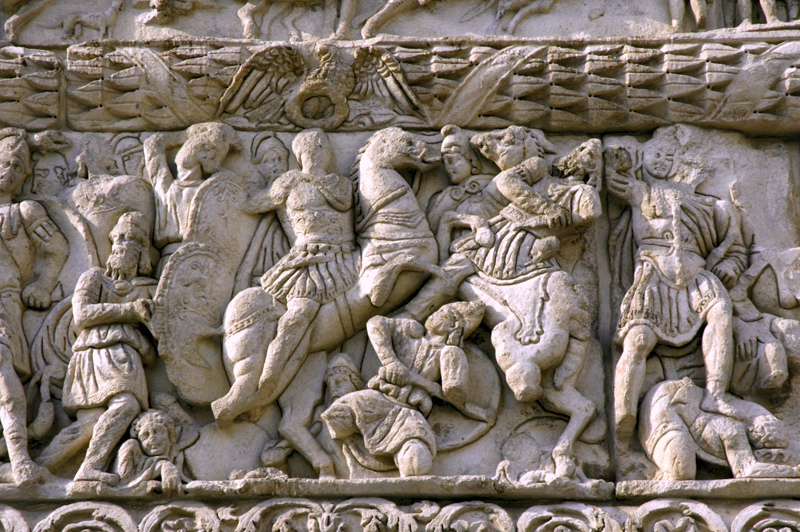
Барельєф «Битва» (фрагмент)

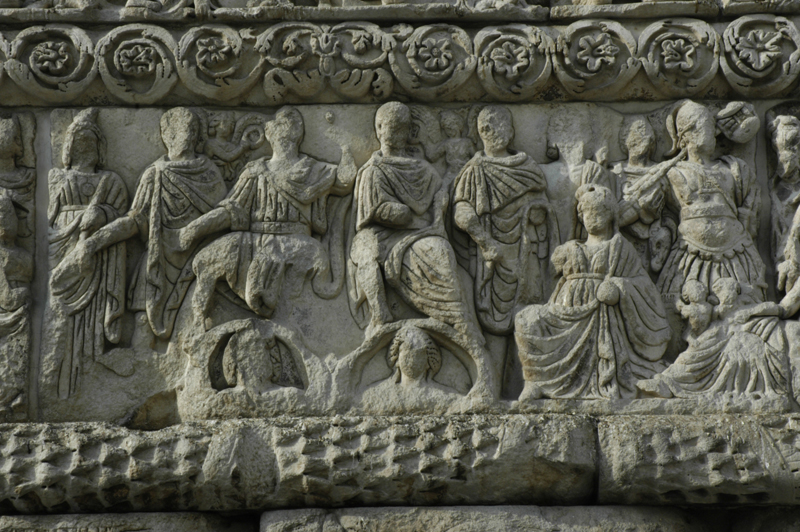
Барельєф «Милосердя Галерія»

Зображена битва армії Галерія на березі річки, яка представлена оголеною до пояса фігурою, що відпочиває на камені. Поруч з цією фігурою зображені дакські вершники на чолі з імператором. Галерій, сидячи на коні, вражає ворога списом. У натовпі римських воїнів зображені майбутні цезарі Костянтин I і Ліциній. Низ композиції займають тіла мертвих і поранених супротивників, по сторонах розміщені зображення богинь Ніки і Артеміди. У правій частині композиції — колісниця з чотирма слонами.
- Вихід заручників з ассирійського міста

Місто представлене у вигляді воріт з двома баштами. У лівій частині композиції представлені три фігури літніх бородатих людей, які схиляються у покорі перед імператором (від його фігури збереглася тільки частина лівої ноги). Також присутні зображення полонених жінок з верблюдами (в центрі на другому плані і в правій частині перед воротами).
- Мирний прийом імператора в одній ворожої області

Імператор зображений в центрі, в цивільному одязі, що сидить в дорожньому возі, запряженому чотирма кіньми. Його супроводжують вершники в колетах і шоломах. Перед цією процесією зображено двоє дітей-рабів. Імператора вітають жінки.
- Милосердя Галерія

Галерій представлений таким, що сидить в оточенні супутників. Зліва від нього зображено групу полонених, двоє з яких схиляються в покорі перед імператором. Композиція робить упор на співчуття і поблажливість переможця до переможених.
- Група жінок

Зображена група полонених жінок в сорочках. Одна з них тримає квіти, інша довгий скіпетр. Велика ліва частина композиції загублена і замінена мармуровою плитою під час реставраційних робіт.

## Ротонда святого Георгія

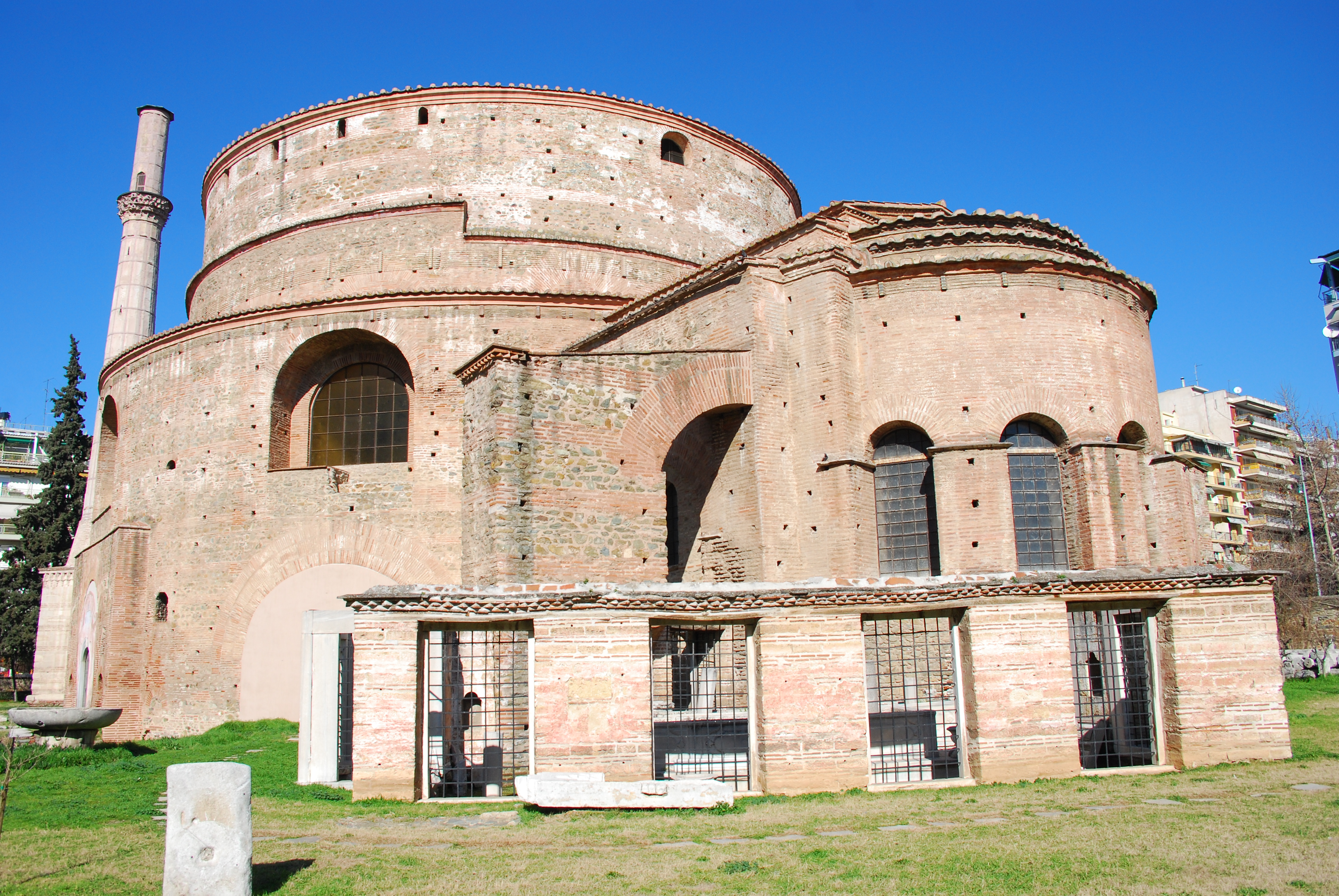
Ротонда святого Георгія, пізніша прибудована вівтарна частина

### Історія
Споруда Ротонди відноситься до 306 року. Існує кілька версій призначення цієї споруди:
- Мавзолей Галерія, який не використовувався за призначенням[8];
- Частина палацового комплексу для офіційних прийомів (на користь цієї гіпотези свідчить залишки величної галереї, що веде до Ротонді від арки Галерія);
- Храм, присвячений Зевсу Сонячному, покровителю Діоклетіана і Галерія;
- Храм на честь особливо шанованих y цих місцях божеств Кабірів;
- Храм імператорського культу (найвірогідніша версія).

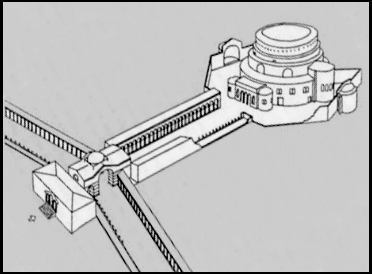
Реконструкція комплексу гробниці Галерія

Ймовірно, в правління імператора Феодосія I Великого (379—395) або близько 400 року спорудження було перетворене на християнську церкву (можливо, мартиріум) і його початковий план був змінений: добудований купол (24,5 м) ротонди, з південно-сходу прибудована апсида, із західної сторони — нартекс, будівля оточена обходом-деамбулаторією. Спочатку храм, можливо, був присвячений Ісусу Христу або небесних безтілесних Сил (архангелам). У 5 столітті стіни церкви до основи купола викладені кольоровим мармуром, декоровані пілястрами, карнизами, арками тощо. Від первісного оздоблення храму збереглися фрагменти мармурового амвона зі сценою поклоніння волхвів (з 1900 року розташований в Археологічному музеї Стамбула).

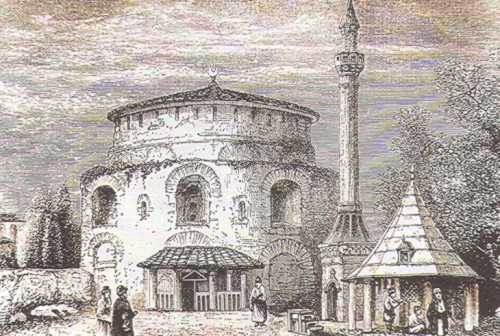
Мечеть в Ротонді, XIX століття

1591 року після завоювання турками Салонік церкву перетворили на мечеть Сулеймана Хортаджі Еффенді, до неї був прибудований мінарет, що зберігся до нашого часу і являє собою єдиний мінарет у Салоніках, які залишилися після турецького панування. Після звільнення Салонік від турків 1912 року Ротонда повернена християнам і в ній організований музей християнського мистецтва, проте вівтар храму був відновлений, і у Великі свята в ньому відбувається християнське богослужіння. 1952 року проведена реставрація будівлі та розчищення його мозаїк. 1978 року будівля постраждала під час землетрусу, але була незабаром відновлена.
Церквою святого Георгія гробниця Галерія стала іменуватися за назвою невеликої сусідньої церкви, яка була подвір'ям Афонського монастиря Григоріат. Припускають, що туди 1590 року перенесені з Ротонди ікони та інші реліквії. Назва Ротонда (через циліндричну форму споруди) увійшла в побут не раніше 18 століття.

### Особливості архітектури

План Ротонди

Архітектурний тип Ротонди сходить до пізньоантичних культових і меморіальних споруд. Будівля цілком вибудувано з цегли, товщина стін становить близько 6,3 метра, вони прорізані глибокими нішами 8 камерами, що закінчуються декоративними склепіннями. Споруда увінчана куполом діаметром 24,5 метра. Спочатку нижня частина стін з внутрішньої сторони була облицьована мармуром (облицювання не збереглося), а верхня частина і купол прикрашені мозаїкою. Під час перебудови Ротонди під християнський храм (кінець 4 — початок 5 століть) в конструкцію внесені такі зміни:
- для вівтаря розширена східна ніша, що призвело до порушення циліндричної форми стіни і після землетрусу в 11 столітті східна частина куполу зруйнована і потім посилена двома підпірними стінами;
- навколо первісної стіни на відстані у 8 метрів була побудована друга стіна меншої висоти, внаслідок чого початкова стіна перетворилася на коло з колон, які поділяють центральний простір храму;
- головний вхід перенесений з південної сторони до західної;
- внутрішні приміщення були прикрашені мозаїками;
- із заходу до Ротонди прибудований неф.

Після зазначених перебудов Ротонда почала нагадувати трисхилову базиліку з циліндричними скатами.

### Мозаїки ротонди Святого Георгія

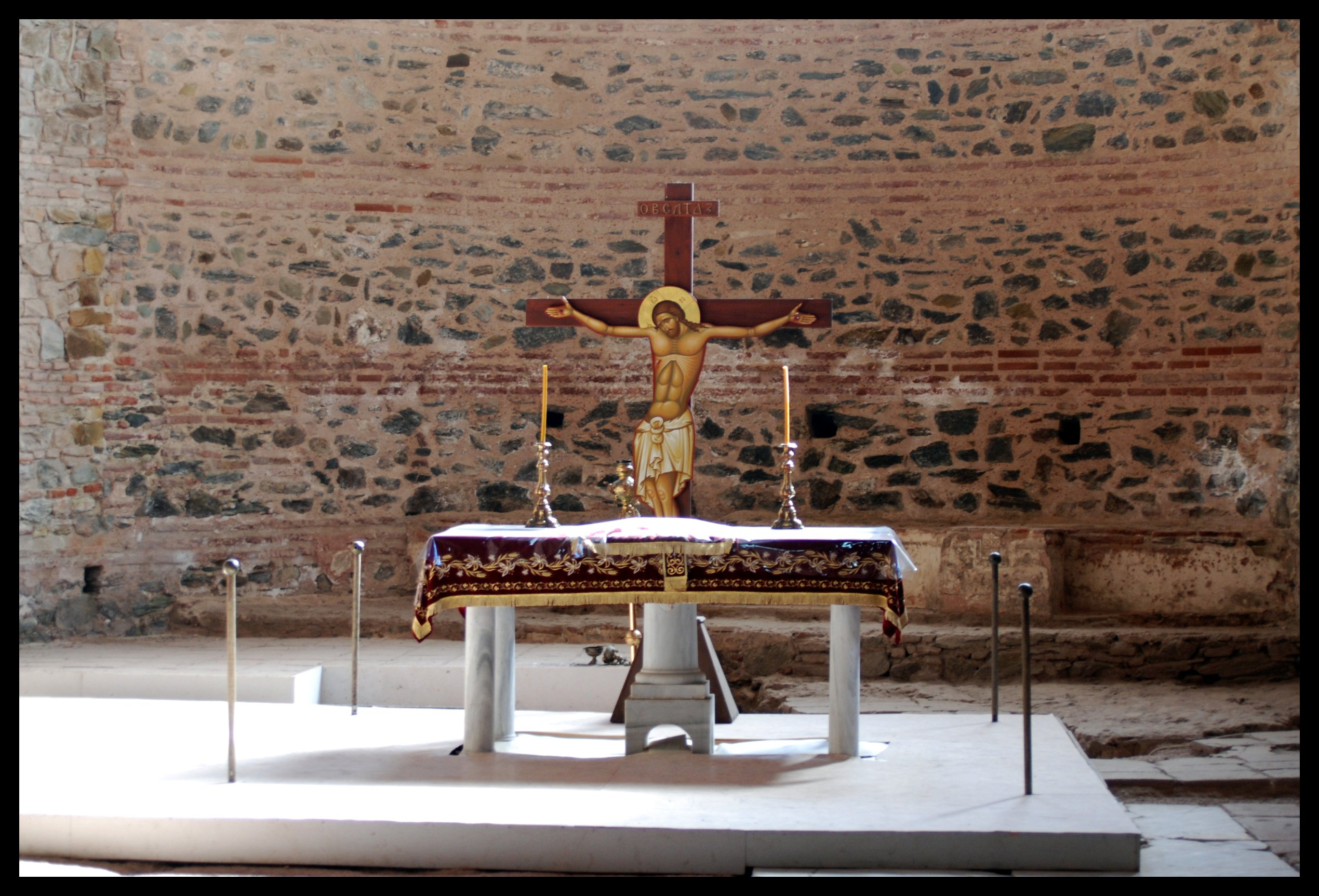
Вівтар у Ротонді

Після перетворення споруди на християнський храм її купол прикрасили мозаїкою, що частково збереглася до нашого часу і являє собою один з найкращих зразків ранньохристиянських мозаїк. Мозаїки пережили період іконоборства і залишилися неушкодженими, ймовірно, через те, що розташовувалися занадто високо на стінах і куполі.
- Мозаїка купола

Мозаїка купола збереглася тільки у невеликих фрагментах, на основі яких відтворена її загальна композиція. У куполі ротонди на срібному тлі зображений Ісус Христос, що несе золотий хрест (вціліли фрагмент його піднятої руки, край золотого німбу і частина хреста). Медальйон з його образом, оточений вінком і смугою зірок, несуть 4 ангели (збереглися голови і крила), між якими поміщений фенікс на пальмі — символ Воскресіння (збереглася лише голова фенікса), хрест і 2 пальми (символ Сходу). Така композиція, на думку дослідників, є сценою Другого пришестя Ісуса Христа перед Страшним судом.
- Мозаїки стін

Від мозаїк середнього ярусу збереглися лише фрагменти 24 пар ніг (ангелів або 24 апокаліптичних старців) і кромка землі, покритої травою і усіяної червоними і білими квітами. У зоні нижче на 7 панелях (8-ма зруйнована), розміром 6 на 8 метрів, збереглися фігури 17 мучеників (2 — фрагментарно) у позах Оранти (тобто з піднятими в молитві руками). Біля кожного з них написано його ім'я, сан або професія (єпископ, пресвітер, лікар, воїн чи флейтист), дата святкування дня його пам'яті. Можливо, вибір святих обумовлений їхніми реліквіями, що зберігалися в криптах (відкриті при розкопках). Академік В. М. Лазарєв зазначає, що «фризоподібна композиція куполу церкви св. Георгія представляє, строго кажучи, монументальний календар».
Фон кожної сцени з Орантою — архітектурні споруди з величним порталом, високими куполами, фронтонами, підтримуваними аркадами, що являють собою варіації базиліки. На будівлях поміщені фігури павичів і висять лампади. Ці споруди вважають або архітектурними фантазіями в дусі розписів Помпей і декорацій фасадів скельних гробниць в Петрі, або припускають у них варіанти зображення одного конкретного храму.
Колірна гамма мозаїк переливається золотом і сріблом, виразність живопису побудована на м'якій зміні форм і традицій елліністичної та римської портретографії. Фігури зображені в позах з легким розворотом, їх жести і фізіогноміка сповнені спокою, які мають на меті показати стабільність єства, доступну лише в раю. Погляд у святих мрійливий, натхненний.
Час створення мозаїк — предмет дискусій у науці (кінець 4 — початок 5 століття, друга середина або половина 5 століття; початок 6 століття). Найімовірніше, що, за аналогією зі скульптурним портретом кінця 4 століття і деякими іншими мозаїками Салонік, оздоблення ротонди відповідає найранішнім із зазначених датувань. Стиль мозаїк характеризується пізньоелліністичним впливом, однак існує версія Й. Стржиговского, що зображені на мозаїках ландшафти мають іранські джерела, але вона не знаходить підтримки у мистецтвознавців.
Крім мозаїк купола і у склепіннях обходу, в консі апсиди церкви збереглася сильно постраждала фреска Вознесіння 9 століття.